# Meiji University Liberty Tower
La Meiji University Liberty Tower (明治大学駿河台地区施設整備計画, 明治大学リバティタワー) est un gratte-ciel construit à Tokyo en 1998 et mesurant 119 mètres de hauteur. Elle abrite des locaux de l'université Meiji, l'une des plus prestigieuses universités du Japon.
L'immeuble a été conçu par l'agence d'architecture Nikken Sekkei.